# Высшая школа музыки Карлсруэ
Высшая школа музыки Карлсруэ (нем. Hochschule für Musik Karlsruhe) — германская консерватория, расположенная в городе Карлсруэ.
Высшая школа музыки Карлсруэ возводит свою историю к 1812 году, когда по инициативе обер-бургомистра города Вильгельма Кристиана Грисбаха была основана Школа трубачей, а двумя годами позже — Певческий институт. На их основе в 1837 году был образован Музыкальный институт, который в 1910 году объединился с Консерваторией Карлсруэ, основанной в 1884 году Генрихом Орденштайном, и в 1929 году получил название Баденская Высшая школа музыки (нем. Badische Hochschule für Musik). В 1971 году школа приобрела государственный статус и перешла в ведение земельной администрации земли Баден-Вюртемберг. С 1989 года занимает замок Готтесауэ как своё главное здание.

## Руководители консерватории
- Генрих Орденштайн (1884—1921)
- Генрих Каспар Шмид (1921—1924)
- Франц Филипп (1924—1942)
- Бруно Майшхофер (1942—1944)
- Георг Мантель и Хуго Ранер (исполняющие обязанности, 1944)
- Вильгельм Румпф (1945—1955)
- Вальтер Реберг (1955—1957)
- Герхард Нестлер (1957—1965)
- Вальтер Кольнедер (1966—1971)
- Ойген Вернер Фельте (1971—1980)
- Вольфганг Видмайер (1980—1984)
- Фани Зольтер (1984—2001)
- Вольфганг Майер (2001—2007)
- Хартмут Хёлль (с 2007 г.)

## Известные преподаватели
- Ивонна Лорио
- Оливье Мессиан
- Калле Рандалу
- Вольфганг Рим
- Эдуард Тарр
- Йорг Халубек
- Нахум Эрлих
- Петер Этвёш
- Жерар Бюке

## Известные выпускники
- Роберт Бенц
- Ненад Маркович
- Ребекка Саундерс
- Тарья Турунен
- Маттиас Манаси
- Бенджамин Коблер